# سجن الطرفية
سجن الطرفية هو سجن سياسي يقع في مدينة بريدة في السعودية و تديره المباحث العامة السعودية و يبلغ عدد المعتقلين السياسيين و الموقوفين بقضايا الإرهاب حاليا فيه أكثر من 3000 معتقل.